# Jules Chalande
Henri Jules Chalande (né le 14 mai 1854 à Marseille et mort le 9 avril 1930 à Toulouse) est un naturaliste, historien et érudit français, membre de la Société d'histoire naturelle de Toulouse, de la Société de géographie de Toulouse et de l'Académie des sciences, inscriptions et belles-lettres de Toulouse, auteur d'une importante Histoire des rues de Toulouse.

## Biographie
Jules Chalande naît le 14 mai 1854 à Marseille, dans une famille de commerçants originaire de Lyon. Il arrive à Toulouse à l'âge de 3 ans. Il est élève au lycée de garçons et, après son baccalauréat, il fait des études à la faculté des sciences. Une fois terminées ses études, il devient droguiste. 
Parallèlement, Jules Chalande mène une activité d'érudit. Il devient président de la Société d'histoire naturelle en 1906-1907, puis membre fondateur de la Société de géographie de Toulouse. Il se tourne progressivement vers l'archéologie et l'histoire locale. En 1909, il devient membre de l'Académie des sciences, inscriptions et belles-lettres, et il en assure à partir de 1919 la charge de bibliothécaire. Il est également membre de la Société archéologique du Midi de la France. Il adhère enfin à la Société des Toulousains de Toulouse, dont il devient vice-président. Il fait publier, entre 1913 et 1929, une considérable Histoire des rues de Toulouse, qui est imprimée, à seulement 150 exemplaires et à ses frais, par les imprimeries Douladoure en 1919 et en 1929. Il tient parallèlement une chronique hebdomadaire dans le Journal de Toulouse, du 3 octobre 1920 à sa mort. 
Il meurt, le 9 avril 1930, dans l'appartement qu'il occupe au no 28 rue des Paradoux. Il est enterré le 11 avril au cimetière de Terre-Cabade.

## Œuvres

### Naturaliste
- Contribution à l'histoire des reptiles. Faune de la région sous-pyrénéenne, impr. Gabelle, Bonnafous et Cie, Carcassonne, 1894, 50 p.

### Historien
- Histoire des rues de Toulouse. Monuments, institutions, habitants, 2 vol., éd. Douladoure, Toulouse, 1919-1929.
- Histoire monumentale de l'Hôtel-de-Ville de Toulouse, 2 vol., éd. Saint-Cyprien, Toulouse, 1922-1925.